# 国際連合マリ多元統合安定化ミッション

2018年12月時点の活動状況

国際連合マリ多元統合安定化ミッション（こくさいれんごうマリたげんとうごうあんていかミッション、英：United Nations Multidimensional Integrated Stabilization Mission in Mali、略称：MINUSMA）は、かつてマリ共和国に展開していた国際連合平和維持活動（PKO）。2013年4月25日の国際連合安全保障理事会決議2100号を受けて設立され、2023年6月30日の国際連合安全保障理事会決議2690号を受けて終了した。国内騒擾で混乱したマリ共和国北部の治安を回復し、マリ暫定政府からの政権移行ロードマップ遂行の支援することを目的に、主な人口密集地での通信の回復、民間人保護、人権監視、人道支援や難民帰還、国家権力と自由、包括的かつ民主的な選挙の準備を任務とする。

## 概要

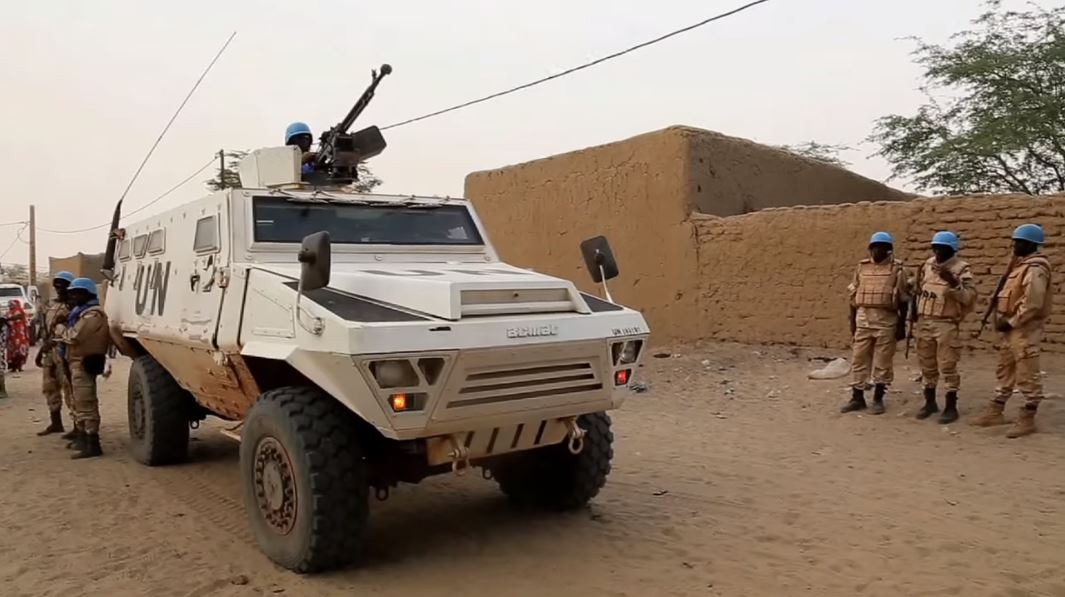
Goundamに展開するブルキナファソ軍（2015年）

2012年、マリ北部紛争で北部地域がトゥアレグ独立派に制圧され、更にイスラム原理主義に乗っ取られマリ中部地域に侵攻する脅威が高まったため、2013年2月フランスが軍事介入する。時期はほぼ同じくしてアフリカ主導マリ国際支援ミッションが2013年9月から開始される予定であったが事態急変のため繰り上がって稼働する。
2013年4月25日に採択された国際連合安全保障決議に基づき、MINUSMAの設立が認められ、主要な戦闘の停止や武装勢力の脅威度を判断した上で、早ければ同年7月1日からミッションは開始される予定。MINUSMAは軍事要員12,200人と警察要員1,440人からなる規模となる予定で、フランス軍やチャド軍の他、アフリカ主導マリ国際支援ミッションの部隊の大半がこれに移行し増強される見込みで、アフリカ主導から国際連合主導に切り替わることにより財政や後方支援の強化が期待される。
2018年1月20日、マリ共和国北部キダル州アゲルホックの駐屯地が武装勢力の襲撃を受けた。部隊は反撃したもののチャド人の隊員10人が死亡、少なくとも25人が負傷。AQIMが犯行声明を出した。
2022年7月、PKOのためマリ入りしたコートジボワール兵49人がマリ軍政に拘束された。マリ軍政はこの兵士達を「傭兵だ」と主張し、「マリ政府への攻撃と謀略」の罪で起訴した。 同年12月30日、マリの裁判所はコートジボワール兵46人に禁錮20年の判決を言い渡した。帰国が9月に許された女性兵士3人に対しては、欠席のまま死刑を宣告した。2023年1月6日、兵士46人はマリのアシミ・ゴイタ暫定大統領から恩赦を与えられ、7日にコートジボワールに帰国した。
2023年6月16日、軍事政権はPKOを「失敗」と非難し即時撤収を国連安全保障理事会に要請した。安全保障理事会は要請を受けて6月30日に会合を開き、活動の終了と年内までの撤収を定めた決議を採択した。背景には軍事政権がロシアの民間軍事会社のワグネル・グループと関係を深めていることが挙げられる。
2023年4月30日時点で部隊の死亡者は304名で、PKOでは国際連合レバノン暫定駐留軍（UNFIL）に次いで2番目に多い。